# Недільний день в пеклі
«Недільний день в пеклі» — радянський художній фільм 1987 року знятий на Литовській кіностудії режисером Вітаутасом Жалакявічюсом.

## Сюжет
Війна, літо 1944-го, Прибалтика. З нацистського концтабору здійснюють втечу двоє — литовець і росіянин. Рятуючись від погоні, вони потрапляють в зону відпочинку есесівців — пляж на балтійському узбережжі. Розуміючи, що днем вийти непоміченими їм не вдасться, вони, скинувши табірні лахміття, розчиняються серед відпочиваючих німецьких офіцерів — під страшною загрозою бути викритими їм доведеться пробути тут до темряви. Ситуація ускладнюється тим, що тільки литовець говорить німецькою, росіянин же знає лише кілька фраз. На якийсь час недавні смертники забуваються: сонце, ліс, плескіт моря… і нацисти, без форми і знаків розрізнення; вони виглядають звичайними хлопцями, прихопивши на уїк-енд шнапсу і дівчаток. Тільки літо це — останнє літо вже явно програної ними війни. Тому і немає на цьому пікніку веселощів: в очах німецького генерала і його підлеглих — лише приреченість, втома і безвихідь. Їх відпочинок — бенкет під час чуми. Секс — і той позбавлений еротики. І два втікача, які давно не бачили їжі, алкоголю і жінок, намагаються не видати себе, страшним зусиллям волі пригнічуючи в собі не стільки страх, скільки вбиту у таборі відмову від людської гідності. Наліт радянської авіації в лічені хвилини перетворює пляж в пекло. Втікачі, переодягнувшись у форму німецьких офіцерів, йдуть звідти, але незабаром натикаються на партизан…

## У ролях
- Володимир Богін — Денис, радянський моряк, в'язень концлагеря
- Відас Петкявічюс — вчитель-литовець, в'язень концлагеря
- Вітаутас Паукште — Мельдерс, німецький офіцер
- Інгеборга Дапкунайте — Інгеборга
- Альгірдас Паулавічюс — капітан Есер, командир берегової батареї
- Юозас Будрайтіс — німецький генерал
- Улдіс Ваздікс — «Людожер», начальник концлагеря
- Ірена Куксенайте — «Людожерка», коханка начальника концлагеря
- Гедимінас Сторпірштіс — насильник, молодій німець з гітлерюгенду
- Саулюс Баландіс — Фрідріх, ад'ютант генерала
- Леонардас Зельчюс — перукар
- Олександр Кузін — командир російської ескадрільї
- Альгімантас Масюліс — епізод

## Знімальна група
- Режисери — Вітаутас Жалакявічюс, Альмантас Грікявічюс, Автандил Квірікашвілі
- Сценарист — Вітаутас Жалакявічюс
- Оператор — Донатас Печюра
- Композитор — Юозас Ширвінскас
- Художник — Вітаутас Калінаускас